# Acromitostoma
Acromitostoma is een geslacht van hooiwagens uit de familie Nemastomatidae (Aardhooiwagens).
De wetenschappelijke naam Acromitostoma is voor het eerst geldig gepubliceerd door Roewer in 1951. 

## Soorten
Acromitostoma omvat de volgende 2 soorten:
- Acromitostoma hispanum
- Acromitostoma rhinoceros